# Лісозахист
Лісозахист:
1) захист лісу; — система заходів із захисту лісових насаджень, розсадників, лісових культур, лісонасінних плантацій, лісоматеріалів від шкідливих комах, хвороб, несприятливих чинників довкілля та іншого шкідливого впливу. Відповідно до Лісового Кодексу України (2006 р.), забезпечення охорони і захисту лісів покладається на органи виконавчої влади з питань лісового господарства та органи місц. самоврядування, власників і постійних користувачів лісами.
Захист лісу включає: лісопатологічний нагляд, обстеження, прогнозування, карантинні, лісогосп. (підвищення стійкості насаджень) та активні заходи захисту лісу: біологічні, хімічні та фізико-механічні, екон. і екол. оцінку результатів. Лісопатологічний нагляд здійснюють для контролю за появою, розвитком і поширенням шкідників і хвороб лісу, їх осередків, станом насаджень, складання оглядів і прогнозів для оцінювання можливої загрози і вчасного планування, ефективної організації та здійснення лісозахисних заходів. Прогнозування масових розмножень шкідливих комах і поширення збудників хвороб лісу полягає у визначенні потенційної загрози пошкодження або всихання насаджень з метою своєчасного здійснення профілактичних і винищувальних заходів. Заходи з підвищення стійкості насаджень включають селекцію лісових порід на резистентність до пошкодження комахами та ураження хворобами; проектування лісових культур на лісотипологічній основі (див. Лісова типологія), вибір асортименту порід, оптимального складу насаджень, генотипів і походження садивного матеріалу, режимів вирощування; здійснення лісогосп. заходів у такі терміни й за такими технологіями, щоб негативний вплив на лісову екосистему був мінімальним; заходи, що сприяють поширенню ентомофагів. Системи лісозахисних заходів розроблюють із урахуванням природної зони розташування об'єктів захисту, лісорослинних умов, віку насаджень. Норми здійснення санітарно-оздоровчих заходів і санітарних вимог із метою захисту лісів при веденні лісового господарства, використанні лісових ресурсів і здійснення інших робіт у лісах викладені в «Санітарних правилах в лісах України» (1995). Економічне обґрунтування доцільності проведення лісозахисних заходів базується на оцінці співвідношення потенційних втрат від пошкодження лісу комахами, хворобами та ін. чинниками і витрат на здійснення заходів щодо їх запобігання або зменшення (обладнання, препарати, витрати праці, непрямі витрати внаслідок можливого негативного впливу пестицидів на компоненти довкілля). До потенційних втрат від пошкодження лісу належать втрати приросту, зменшення плодоношення, зниження товарних властивостей деревини, відпад дерев; зменшення чи втрати якості недеревної продукції лісу, рекреаційної цінності насаджень; порушення циклів хім. елементів (зокрема, вуглецю), екол. властивостей насаджень (захист ґрунту від ерозії, регулювання поверхневого стоку тощо). Залежно від об'єкта захисту розроблено системи лісозахисних заходів (захист плодів і насіння деревних порід, захист деревних рослин у теплицях, розсадниках і у лісових культурах до зімкнення тощо).
2) Лісозахист — це галузь знань, яка розвивається на базі досліджень видового складу, біології, екології деревних порід, комах, збудників хвороб із урахуванням кліматичних і лісорослинних умов, структури насаджень, антропо-генних впливів (у тому числі лісогосподарської діяльності) та взаємодії цих і багатьох інших чинників. Історія Л. в Україні пов'язана з розвитком лісової ентомології, фітопатології й технології захисту лісу. Перші публікації відомі з початку 20 ст. (І. В. Васильєв, З. С. Голов'янко), а організовані дослідження розпочалися з відкриттям Дарницької дослідної станції (Д. Ф. Руднєв, А. Г. Іллінський). Дослідження з Л. здійснюють переважно в лабораторіях захисту лісу Укр. н.-.д. ін-ту лісового г-ва та агролісомеліорації ім. Г. М. Висоцького і Укр. н.-д. ін-ту гірського лісівництва ім. П. С. Пастернака, на кафедрі захисту лісу Національного аграрного університету (Київ).
Розроблені оптимізовані методи обліку лісових комах, таблиці для прогнозування пошкодження насаджень з урахуванням лісорослинних умов, створено інформаційно-пошукову систему «Лісозахист». Запропоновано класифікацію комах-хвоєлистогризів за типами сезонного розвитку. Обґрунтовано фенологічну теорію динаміки чисельності (див. масові розмноження). Важливе значення мають зонування території України за ймовірністю масових розмножень комах-хвоєлистогризів, схема стратегічного, тактичного й оперативного прогнозування масових розмножень і відповідні методики. Досліджується вплив змін клімату, техногенного забруднення довкілля та лісогосп. діяльності на поширення осередків шкідників лісу.
Серед питань захисту від хвороб найбільшу увагу в Україні приділено діагностиці та зменшенню негативних наслідків поширення кореневої губки в лісових екосистемах, захисту дуба від борошнистої роси і захисту сіянців сосни від вилягання. Актуальними напрямами є дослідження взаємодії комах і збудників хвороб лісу, комах-переносників збудників хвороб лісу, вивчення екологічних особливостей карантинних комах і збудників хвороб (каштановим мінером, дубовим клопом-мережницею, акацієвими мінерами, сосновою нематодою тощо), а також шкідників порід-інтродуцентів.